# Escuela Colombiana de Ingeniería
La Escuela Colombiana de Ingeniería Julio Garavito es una universidad de carácter privado de Colombia que cuenta con 14 carreras profesionales, 17 especializaciones, 11 maestrías, 1 doctorado y más de 100 programas de educación continuada. Sujeta a inspección y vigilancia del Ministerio de Educación de Colombia. Fundada el 20 de octubre de 1972 y ubicada al Norte de Bogotá.

## Historia
El 20 de octubre de 1972, cuando se firmó el acta de constitución de la Escuela Colombiana de Ingeniería, se inició un ambicioso proyecto educativo cuyo objetivo era formar ingenieros de excelencia.
Primero nació el programa de ingeniería civil, luego vinieron los de eléctrica y sistemas; posteriormente, una vez que la Escuela ocupó un merecido puesto de honor entre las instituciones de educación superior del país, se incluyeron los programas de ingeniería industrial , electrónica y el de economía. En el año 2002 el Consejo Directivo aprobó la creación de los programas de administración con énfasis en negocios y finanzas internacionales y matemáticas. A partir del 2009 comenzó el programa de ingeniería mecánica, y el segundo semestre del 2011 se inició el programa de ingeniería biomédica en conjunto con la Universidad del Rosario, luego, en el primer semestre del 2017 se inauguró el programa de ingeniería ambiental. En 2018 se propuso la creación del programa de pregrado en Ingeniería Estadística, e inició funciones en 2021 el primer y único programa de Ingeniería Estadística ofrecido en Colombia.
La estructura de la Escuela se ha fortalecido y diversificado en los últimos años con la creación de los Centros de Estudios, la apertura de diferentes programas de especialización y la consolidación de los proyectos de investigación. Por otra parte, los servicios al sector externo se apoyan en los medios de divulgación con que cuenta la Escuela, como la revista, los libros, los manuales, las notas y los ensayos, además de la página Web, que permite estar en red con el resto del mundo.
Sus fundadores fueron los siguientes ingenieros y profesores de ingeniería:
Luis Guillermo Aycardi Barrero, Jorge Eduardo Estrada Villegas, Manuel García López, Gonzalo Jiménez Escobar, Ernesto Obregón Torres, Armando Palomino Infante, Ricardo Quintana Sighinolfi, Ricardo Rincón Hernández, Alejandro Sandino Pardo, Ignacio Umaña de Brigard y Jairo Uribe Escamilla.
Además de los fundadores, el acta de fundación fue firmada por los siguientes empresarios colombianos, quienes contribuyeron a la iniciación de la Escuela como benefactores fundadores: Jaime Michelsen Uribe, Bernardo Pizano de Brigard, Javier Ramírez Soto, Bernardo Saiz de Castro, Luis Carlos Sarmiento y Luis Alberto Serna Cortés.
En enero de 1973 los fundadores comunicaron a sus colegas ingenieros la creación de la Escuela; una vez obtenida la correspondiente licencia de iniciación de labores, ésta abrió sus puertas, el 20 de marzo del mismo año a 88 estudiantes.

## Misión
La Escuela tiene como misión la formación de la persona, fundamentada en una alta preparación científica y tecnológica, armonizada con un profundo sentido de solidaridad social y un compromiso ético por parte de todos los miembros de la comunidad académica, para que su ejemplo constituya una lección de comportamiento ciudadano transmitida a la sociedad. La formación que se brinda alienta el espíritu de creatividad e innovación y se enmarca en el contexto de la realidad colombiana para que los egresados estén en capacidad de plantear soluciones autóctonas a los problemas nacionales e igualmente puedan desempeñarse con eficiencia en un mundo competitivo y globalizado.
Dentro del espíritu que inspiró a sus fundadores, desarrolla las funciones de docencia, investigación y proyección social en concordancia con las normas legales y de acuerdo con la evolución del conocimiento, el progreso científico y los avances en el campo de la educación. La Escuela es un escenario abierto a las diversas corrientes de pensamiento y mantiene independencia frente a todo credo político, racial, económico o religioso y, en consecuencia, es ajena a todo interés partidista surgido de tales credos. Para alcanzar sus objetivos, la Escuela cuenta con docentes de alto nivel académico cuya labor se refleja en la excelencia de los programas y sus egresados.
Como condición esencial para la convivencia ciudadana y la armonía con la naturaleza, la Escuela propicia la formación integral de la persona y fomenta en ella una actitud de respeto por la dignidad humana y por su entorno, con la convicción de que los elementos de la biosfera forman parte de una totalidad universal cuyo equilibrio es necesario para la conservación de los ecosistemas y de la vida sobre la Tierra.

## Visión
La Escuela en su empeño por realizar el sueño de una sociedad mejor, cumplirá su misión con excelencia y alentará en forma permanente la participación activa de la comunidad académica en el estudio de la realidad colombiana, de tal manera que tenga un efecto multiplicador y contribuya a solucionar las necesidades básicas del país.
Los estudiantes de la Escuela serán el centro del proceso educativo y los docentes, sus guías y consultores. La formación científica y tecnológica estará complementada con una adecuada preparación humanística y un sólido conocimiento del entorno, lo cual les permitirá un mejor desempeño en los ámbitos nacional e internacional.
Así mismo, la Escuela contará con unidades de investigación especializada que se constituirán en centros de generación y difusión del conocimiento, y se transformará en una universidad con nuevos campos de acción, en respuesta a las necesidades de formación del país.

## La primera sede

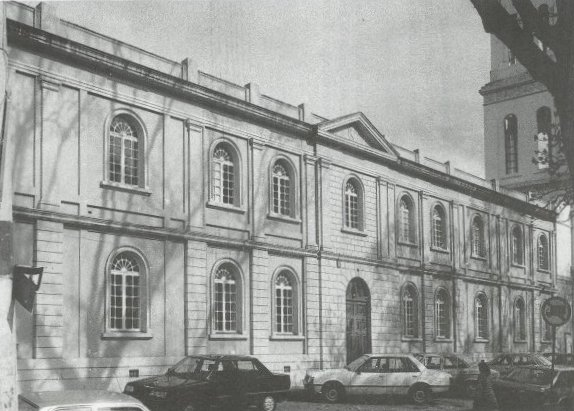
Antigua Sede (Usaquén), Escuela Colombiana de Ingeniería.

En 1973, la Escuela inició labores en una edificación de dos plantas, ubicada en Usaquén. Dicha construcción, que data de 1934, fue convento Eudista, posteriormente sede del colegio San Tarsicio, y actualmente sede Bogotá de la Universidad del Sinú. Tiene un área construida de 3.167 m² en un terreno de 4.989 m².

## La sede actual
En 1981 la Escuela se trasladó a la sede que ocupa actualmente y que se encuentra localizada en el norte de Bogotá, Distrito Capital, al costado occidental de la autopista norte, en ese entonces a la altura del kilómetro trece, y actualmente entre la Avenida El Polo (calle 201) y la calle 207, dentro del área de influencia del proyecto urbanístico de Lagos de Torca.
El área total del terreno es de 27,8 hectáreas, de las que hay 65.153 m² construidos: edificaciones, zonas duras y campos deportivos. El campus está conformado por ocho edificios principales, 4 edificaciones de cafeterías, 10 canchas deportivas, parqueaderos con capacidad de 500 automóviles, senderos, plazoletas y zonas verdes amplias y arborizadas.
El uso de los edificios no está determinado a ningún programa en particular, a excepción de algunos espacios asignados a laboratorios y talleres. Las áreas administrativas, académicas y de bienestar están concentradas en el Bloque A y prestan sus servicios permanentemente a todos los programas, siguiendo las políticas y normas de asignación de espacios.
El predio de la Escuela fue aprobado por parte la oficina de Planeación Distrital con el plano de localización S284/2 y el oficio 8361 de 19 de noviembre de 1979 y la posterior licencia de construcción No.9810200 otorgada por la Curaduría Urbana No.1 el 17 de julio de 1998.

### Bloque A

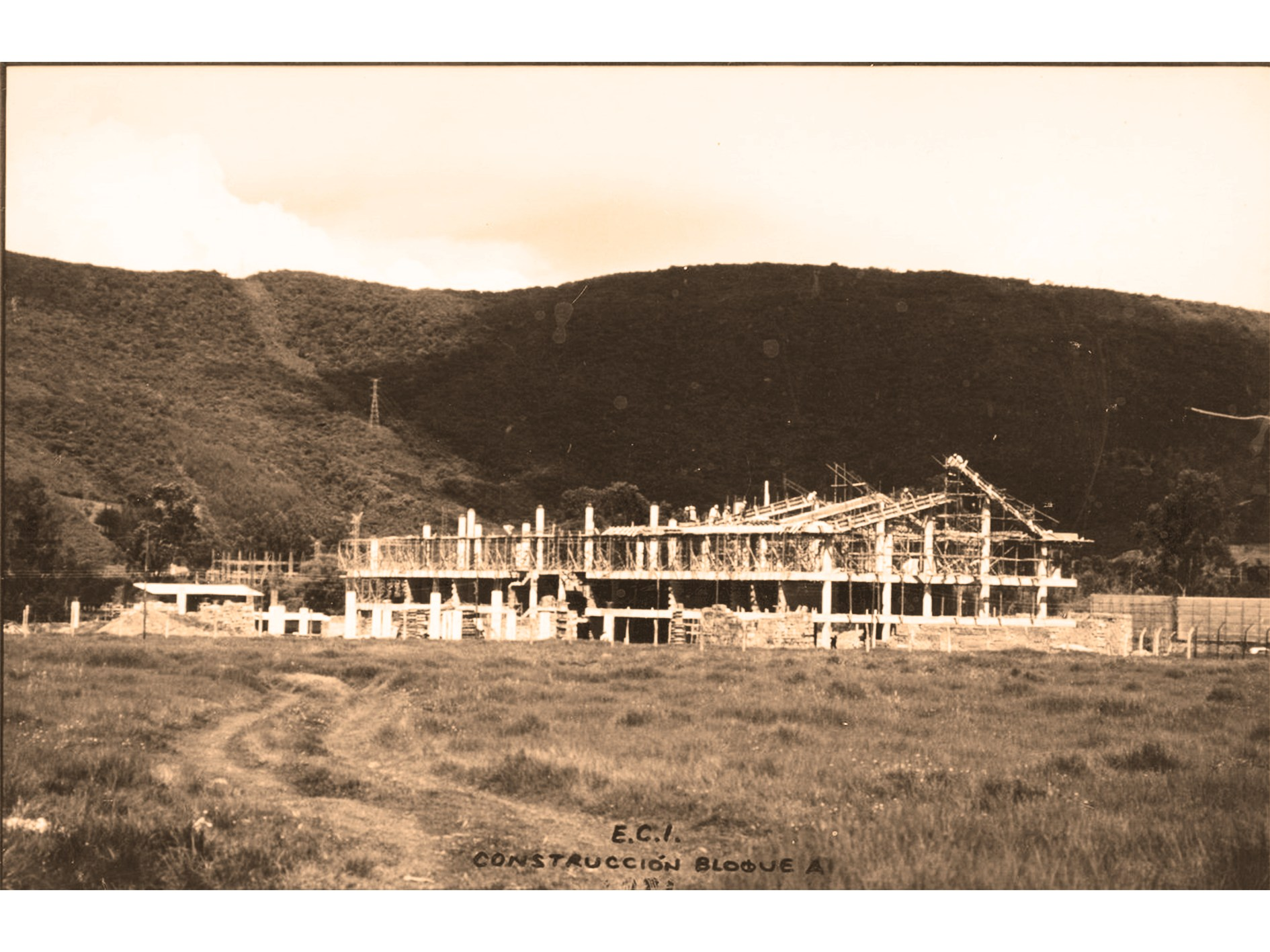
Primer edificio durante su construcción, el bloque A en 1980.

Construido en 1980, consta de tres plantas y un área construida de 1.86 m². Está destinado principalmente a oficinas de administración. Adicionalmente, tiene dos auditorios.
En el edificio funcionan las siguientes dependencias: Rectoría, Vicerrectoría Académica, Vicerrectoría Administrativa, Secretaría General, Unidad de Gestión Externa, Oficina de Desarrollo Institucional, Unidad de Ingeniería de Procesos (UIP), Dirección de Bienestar Universitario, Dirección de Recursos Humanos, Dirección Financiera, Coordinación de Compras y Suministros, Oficina Sistemas y Recursos Informáticos (Osiris), Auditoría Interna, Revisoría Fiscal, Programa de Salud Ocupacional, Asesoría Jurídica, Admisiones y Registro Académico.
Adicionalmente, se han dispuesto varios espacios de reunión como la sala del Consejo Directivo, la Sala de Fundadores y una sala adicional. El bloque cuenta con dos auditorios, uno está dedicado a las presentaciones que requieren apoyo audiovisual y otro para las actividades prioritarias de Bienestar Universitario.

### Bloque B

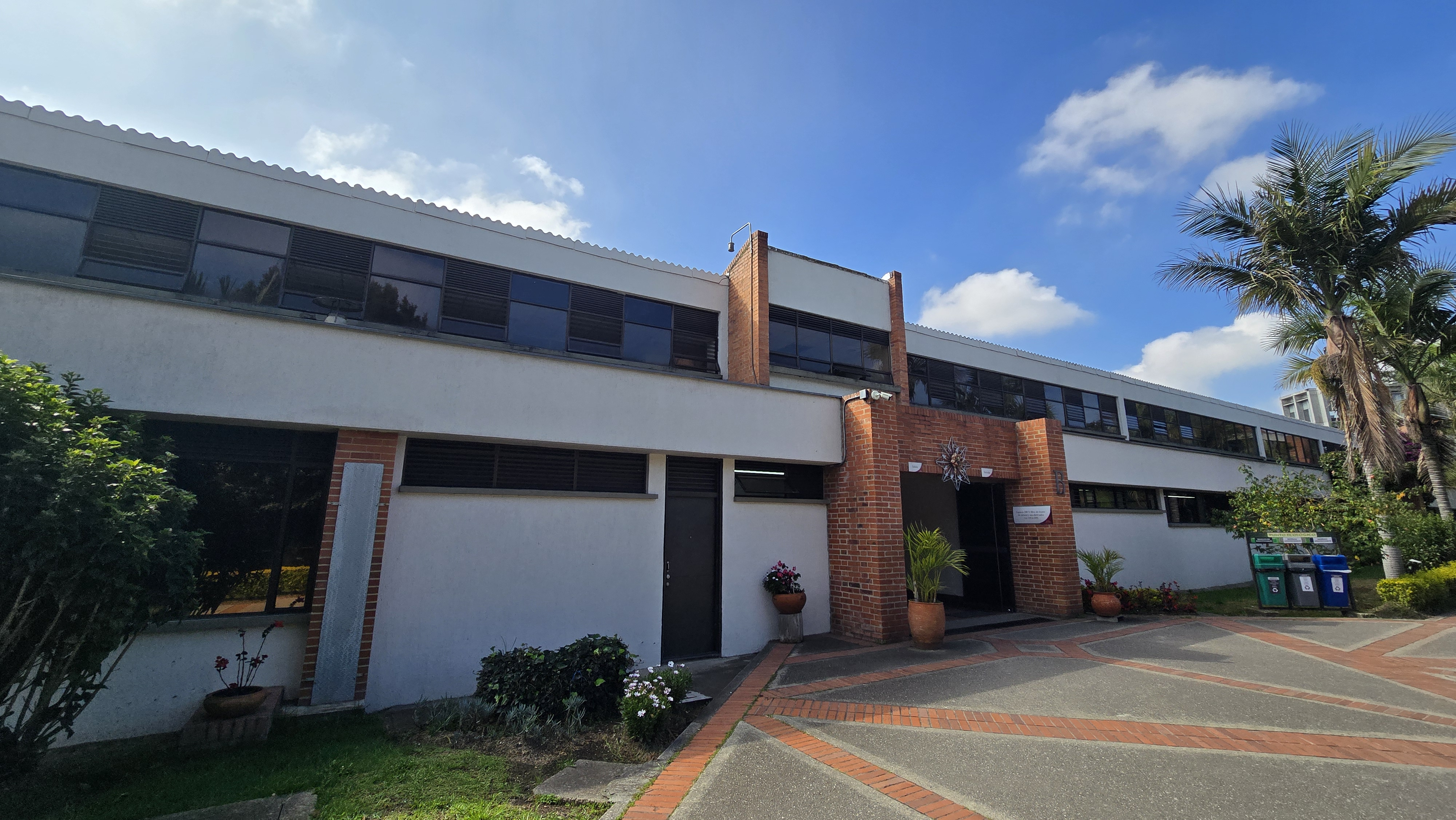
Bloque B

Su construcción se inició en 1980. Consta de dos plantas, con un área construida de 1.390 m² en los que se encuentran la Biblioteca Jorge Álvarez Lleras, la decanatura de Ingeniería de Sistemas, dos laboratorios de informática, el cuarto de monitoreo y una oficina del banco Itaú.
Al estar interconectados, el bloque A y el B se unen pareciendo ser uno solo.

### Bloque C

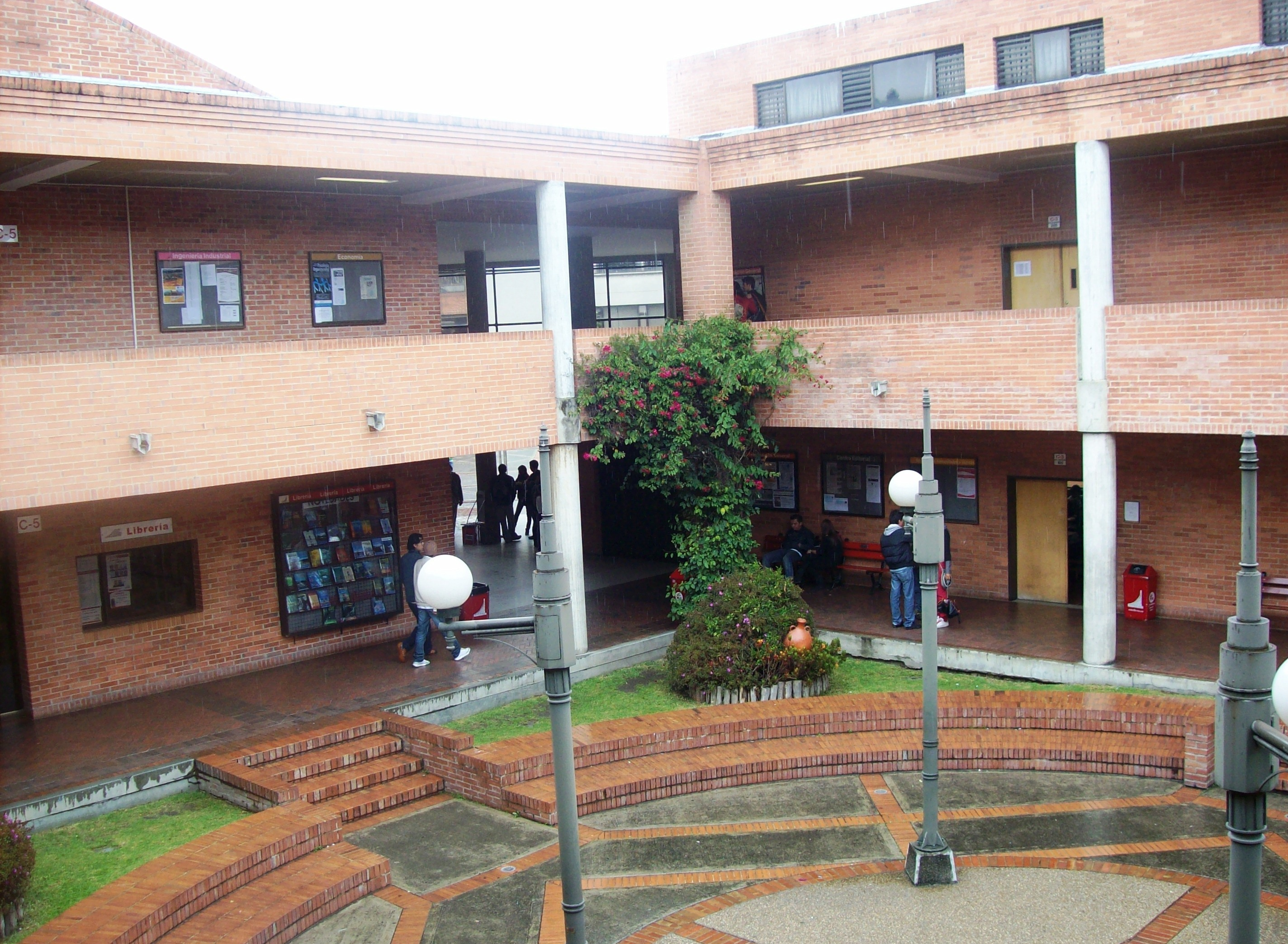
Interior del bloque C

Su construcción se inició en octubre de 1995 y culminó en 1997. Tiene dos plantas y un área construida de 5.811 m². En él se encuentran las decanaturas de Ingeniería Civil, Ingeniería Ambiental, Ingeniería Eléctrica, Ingeniería Electrónica, Ingeniería Industrial, Ingeniería Mecánica, Economía, y Administración; la Dirección de Humanidades e Idiomas, la oficina de soporte técnico de Osiris, la Dirección de Ediciones, Comunicación y Mercadeo y la Librería.
Cuenta, además, con un Aula Máxima (auditorio), ocho salas de cómputo, dos salas de estudio, y veinticuatro aulas.

### Bloque D

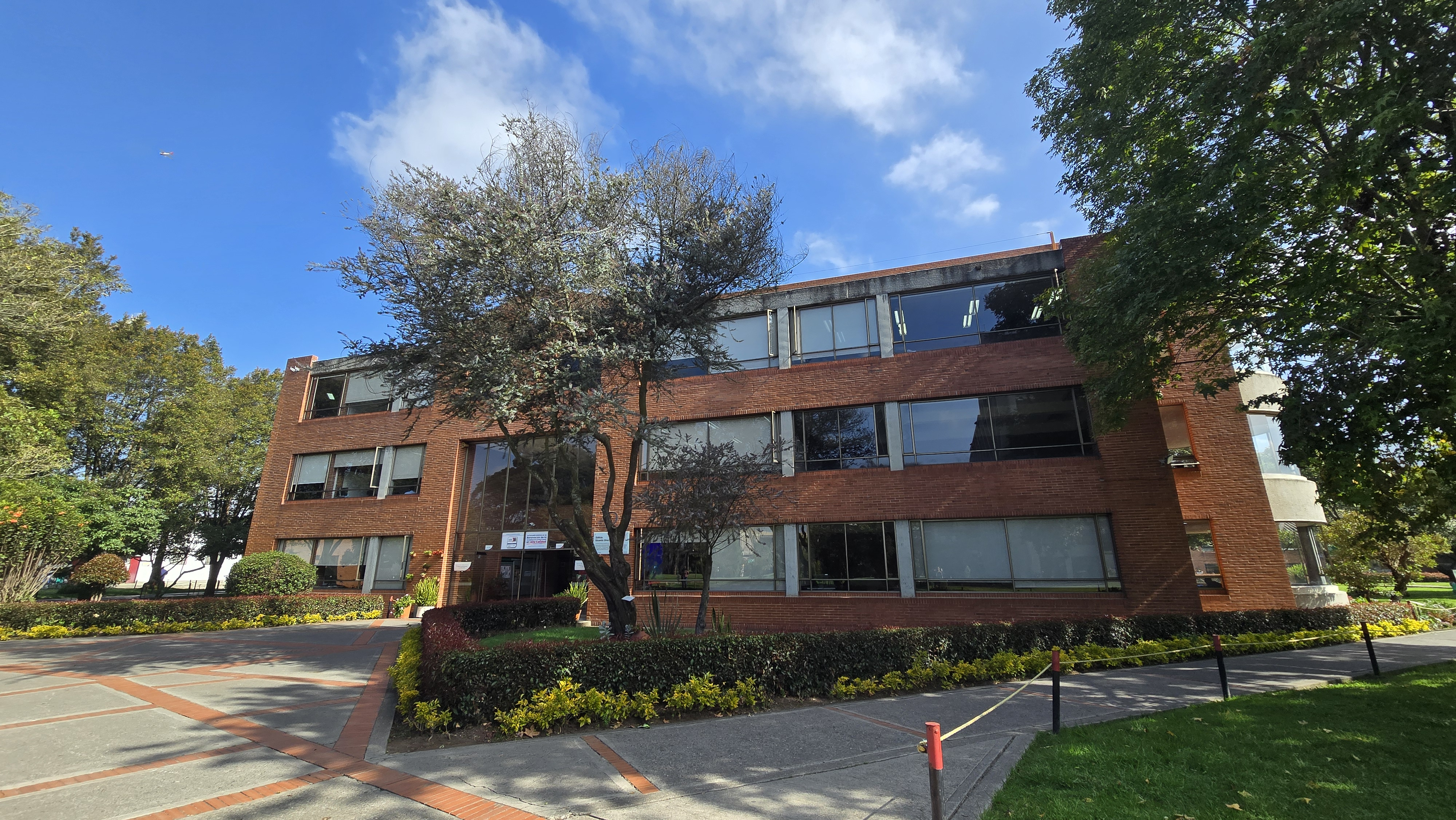
Bloque D

Su construcción se inició en octubre de 1998 y culminó en marzo de 1999. Consta de tres plantas. En sus 2.480 m² construidos se encuentran la Dirección de Ciencias Básicas, la Dirección de Ciencias Naturales, la Decanatura de Matemáticas, la Dirección de Planta Física y Mantenimiento, la oficina de Audiovisuales y varias oficinas de profesores.
Cuenta con tres salas de cómputo, una de ellas y siete aulas exclusivas para los programas de posgrado y educación continuada, dos salas de estar de profesores y estudiantes de posgrado, una sala de estudio, once aulas dedicadas dotadas con video beam, CPU y DVD, y un laboratorio de rodamientos en convenio con NSK.
El 31 de agosto de 2016 se le agregó al edificio el nombre de Eduardo Silva Sánchez en honor al ingeniero fallecido el mismo año.

### Bloque E

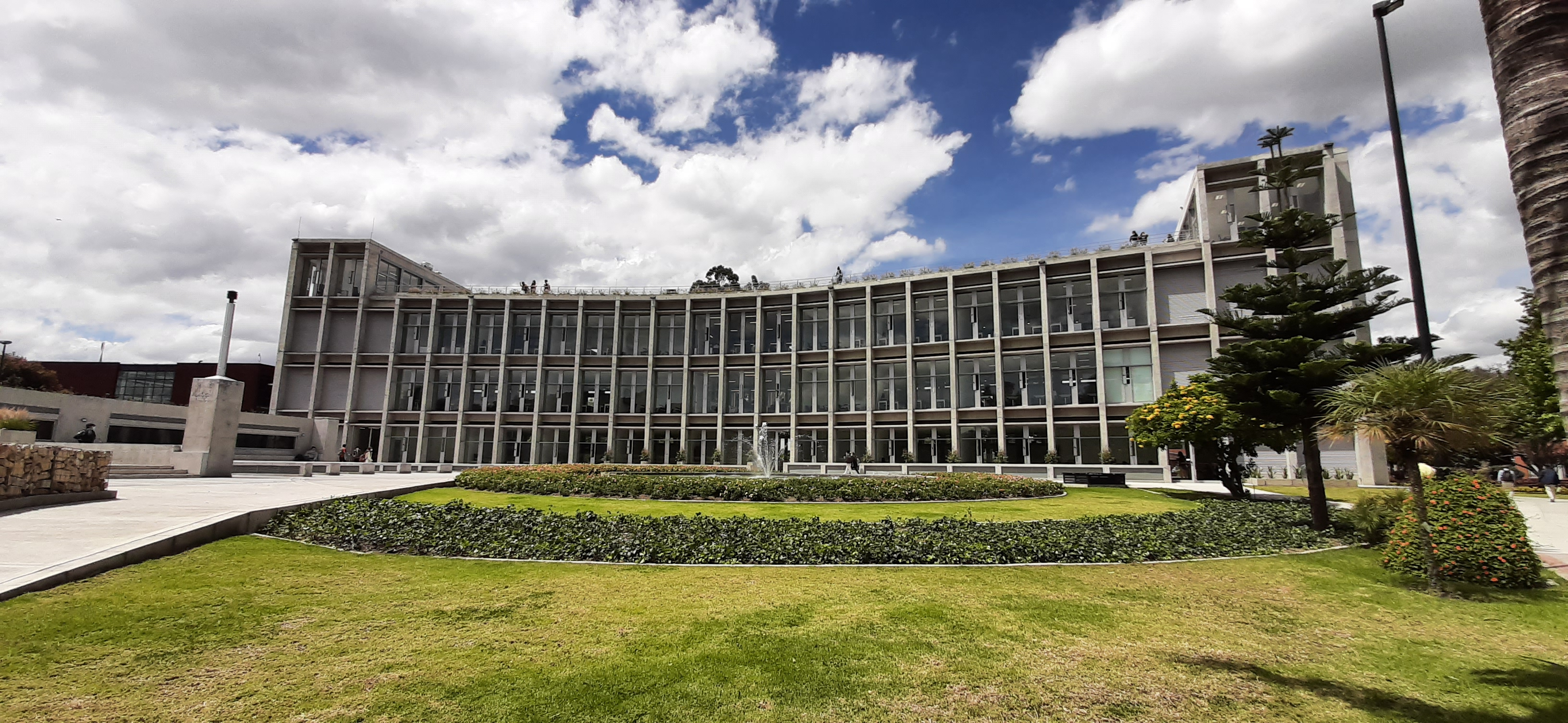
Bloque E

Es también conocido como el Luis Guillermo Aycardi. Su construcción se inició en el segundo trimestre del año 2019 y finalizó en el último trimestre del año 2021. Tiene tres plantas. En sus 4843 m² construidos hay ocho aulas con una capacidad de 25 personas cada una, tres aulas magistrales con una capacidad de 50 personas, dos salas de cómputo con una capacidad de 25 personas cada una, tres auditorios con una capacidad de 96 personas cada uno y cincuenta parqueaderos en el semisótano. El edificio además cuenta con 302 m² para espacios de trabajo libre distribuidos en los 3 pisos destinados principalmente para estudiantes de los cursos de posgrado.

### Bloque F

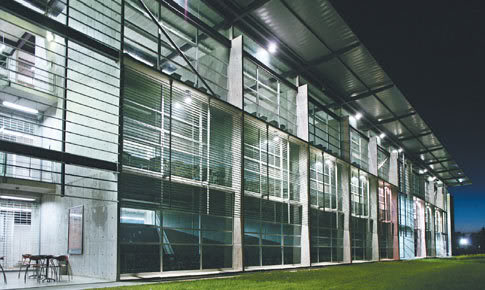
Vista nocturna del edificio Ignacio Umaña de Brigard.

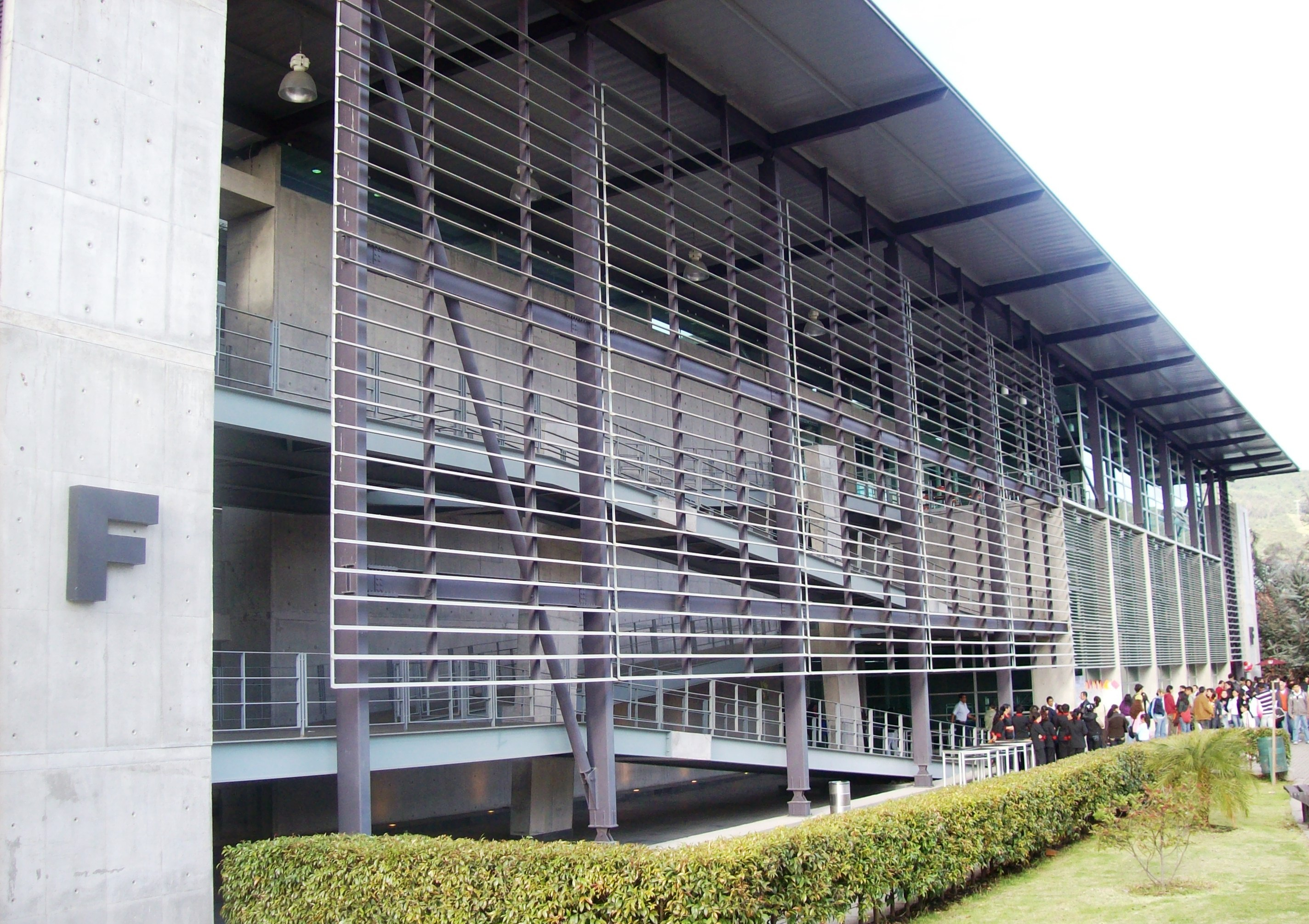
Vista del Bloque F

También conocido como Edificio Ignacio Umaña de Brigard, se empezó a construir en noviembre de 2004 y se inauguró en agosto de 2005. Tiene tres plantas y un área construida de 3.631 m².
Cuenta con treinta y tres aulas de clase, siete exclusivas para los programas de posgrado y educación continuada, todas dotadas con video beam, VHS, CPU y DVD, cuatro salas de estudio y una sala para profesores de cátedra con cubículos para atención a estudiantes. Posee amplias zonas de estar para estudiantes y un punto de café.
El edificio cuenta con dispensadores de agua potable en todos los pisos y máquinas dispensadoras de alimentos y bebidas frías y calientes.
Este edificio es comúnmente utilizado en programas de televisión, por la belleza de su arquitectura moderna, así como otras diferentes partes de las instalaciones de la Escuela. Se han grabado escenas de varias telenovelas y comerciales.

### Bloque G

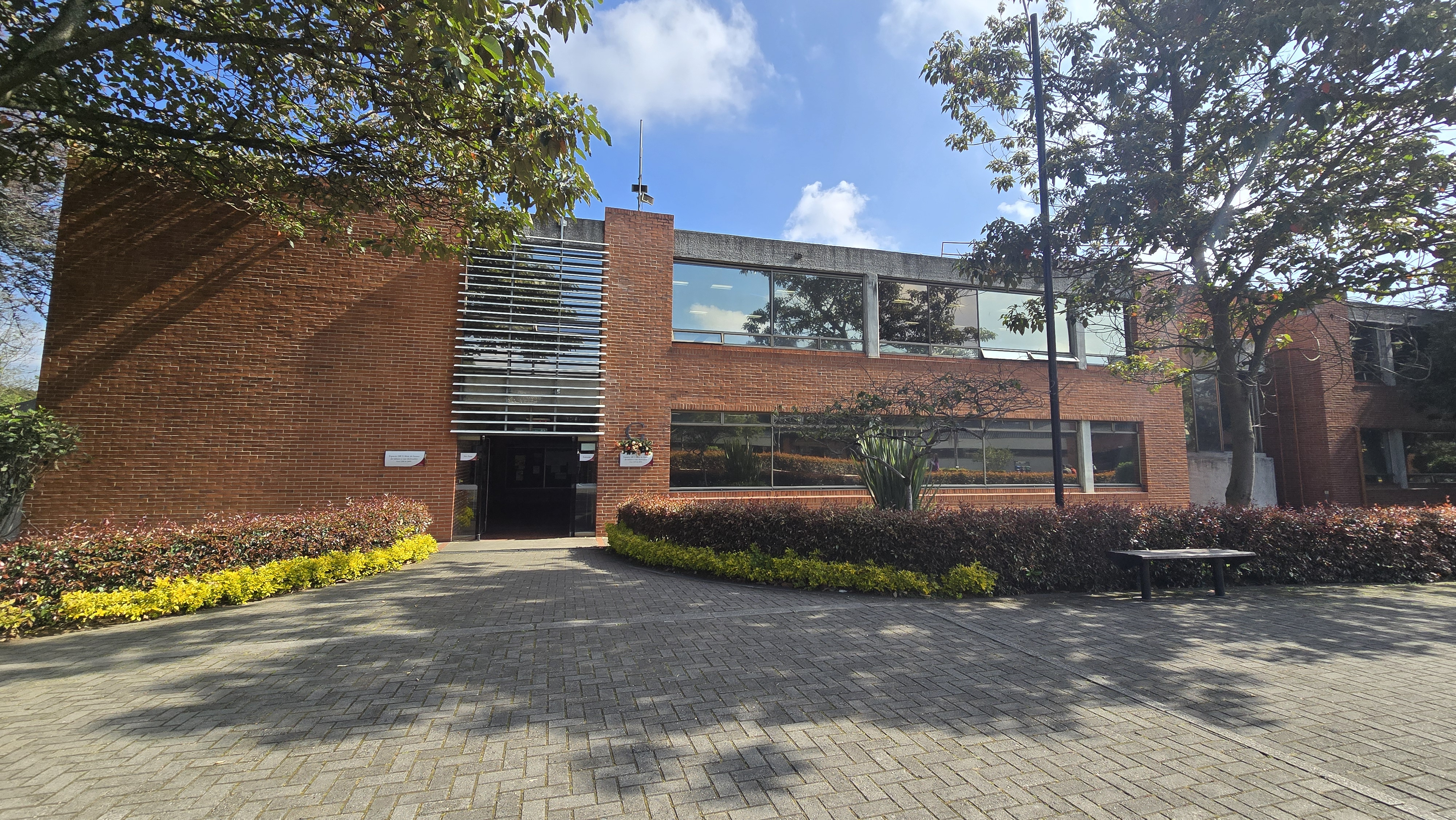
Bloque G

Se inició en mayo de 1999 y finalizó en enero de 2001. Tiene dos plantas y un área construida de 1.727 m².
En el edificio solían funcionar los laboratorios de ciencias básicas, el taller y almacén de física, el almacén de electrónica y varias oficinas de profesores; siete laboratorios de física, uno de química y ocho laboratorios de electrónica, pero con la inauguración del bloque I, éstas actividades se empezaron a desarrollar allí y éstas zonas del bloque G se adecuaron como salones de clase.

### Bloque I

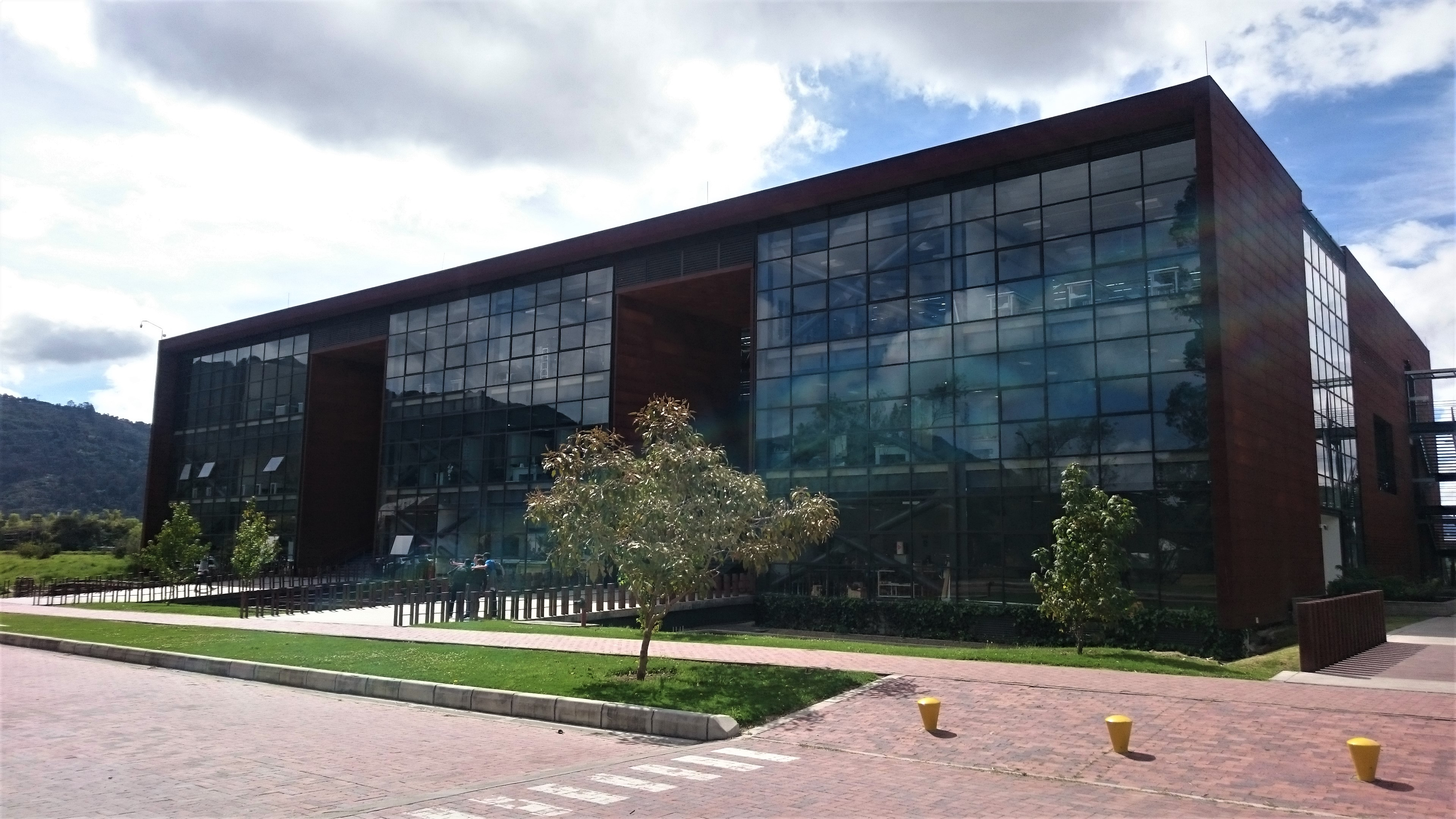
Bloque I

El 4 de agosto de 2016 se llevó a cabo la ceremonia de inauguración del nuevo edificio de laboratorios, un edificio de 9300 m² construidos en tres niveles y un sótano de parqueaderos. La construcción tardó 18 meses y su costo fue de 26 000 millones de pesos, de los cuales 19 000 millones los financió la Financiera de Desarrollo Territorial (Findeter). El bloque I cuenta con 46 laboratorios para diferentes áreas del conocimiento, como ingeniería industrial, ingeniería biomédica, ingeniería electrónica, ingeniería mecánica, geotecnia y biología, entre otras.
La dirección del proyecto estuvo a cargo del ingeniero Héctor Alfonso Rodríguez; su diseño, de Anzenilli García Reyes Arquitectos, y contó con el trabajo de unas 200 personas. El diseño se realizó de tal forma que en el interior se ven expuestas las instalaciones eléctricas y red de datos, entre otros, para que los estudiantes las usen como referentes en la comprensión académica. Cuenta además con ascensores para incluir a la población discapacitada, así como elevadores de carga para mover equipos a los diferentes laboratorios. La estructura principal es metálica y las dos fachadas principales son de vidrio. La ventilación e iluminación son naturales la mayor parte del día. Frente al bloque circula un arroyo de agua natural el cual se debe cruzar a través de un puente peatonal para ingresar a los laboratorios.

### Bloque H

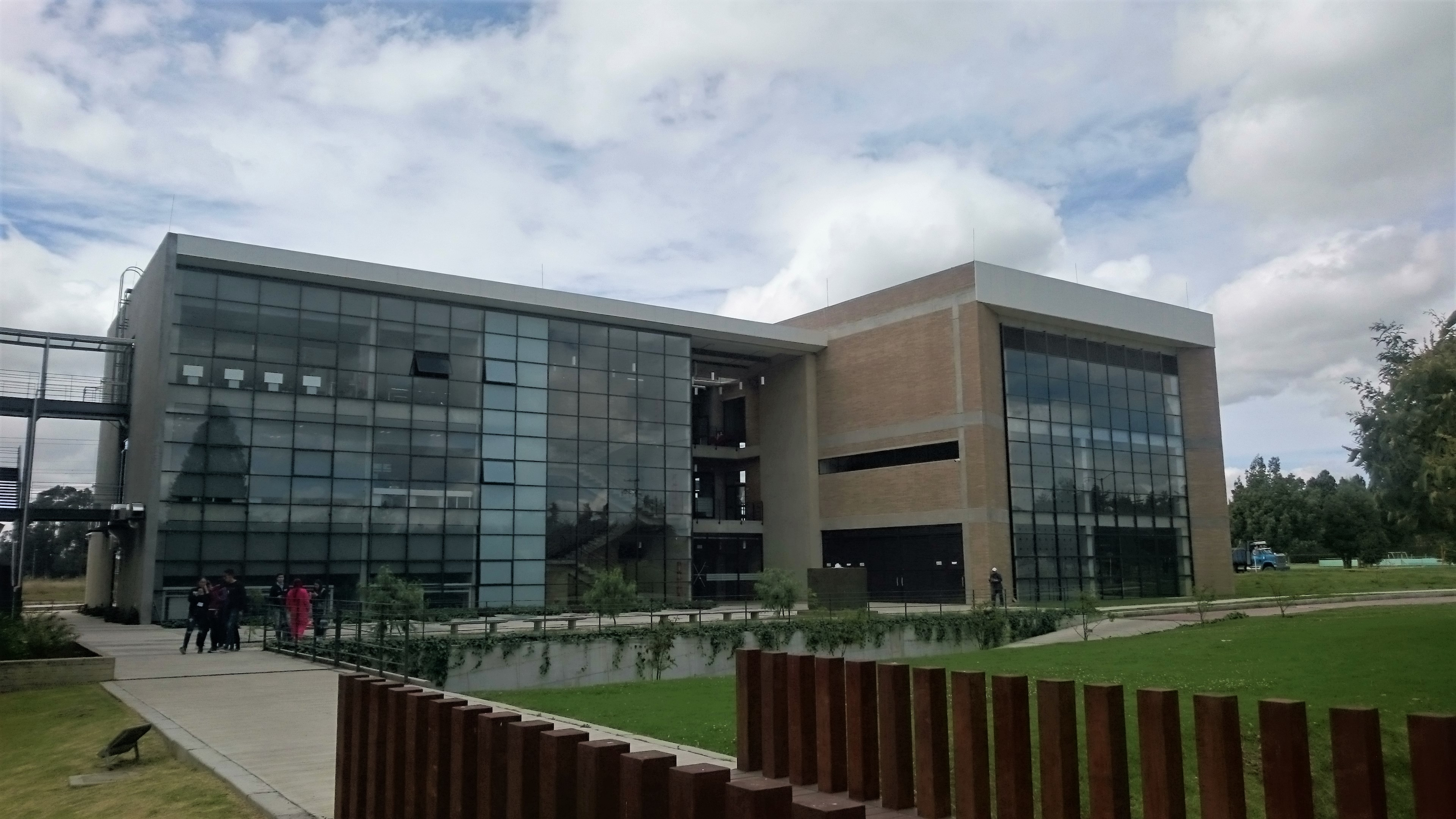
Bloque H

A principios del año 2018 concluyó la construcción del edificio Alejandro Sandino Pardo o bloque H con un área total aproximada de 2400 m², donde se encuentran en servicio los laboratorios de estructuras y
materiales de ingeniería civil, y algunos laboratorios de ingeniería de sistemas. El edificio está compuesto por dos edificaciones según su propósito: la nave principal está destinada al ensayo de miembros y sistemas estructurales de grandes dimensiones como vigas, columnas, muros, losas, prototipos de viviendas, sistemas estructurales para puentes y edificios, en el muro de reacción y piso fuerte; en la edificación adyacente de tres pisos que tiene una estructura independiente de la nave principal, se encuentran los espacios para cuarto de ensayos de cilindros de concreto, ladrillos y similares, cuarto húmedo para el curado de cilindros de concreto, laboratorio de cementos, taller y zona de recibo de materiales y muestras para ensayo, laboratorio de modelos estructurales, aula de uso múltiple, oficinas para profesores, cubículos para asistentes de investigación, oficinas para secretarias y salas de reuniones. En el exterior cuenta con un patio de recibo y almacenamiento de materiales, patio de mezclas, cuarto de máquinas, caseta para el refrentado de cilindros, tanque de curado de cilindros, modelos de microconcreto y patio de desechos.

### Edificio L1

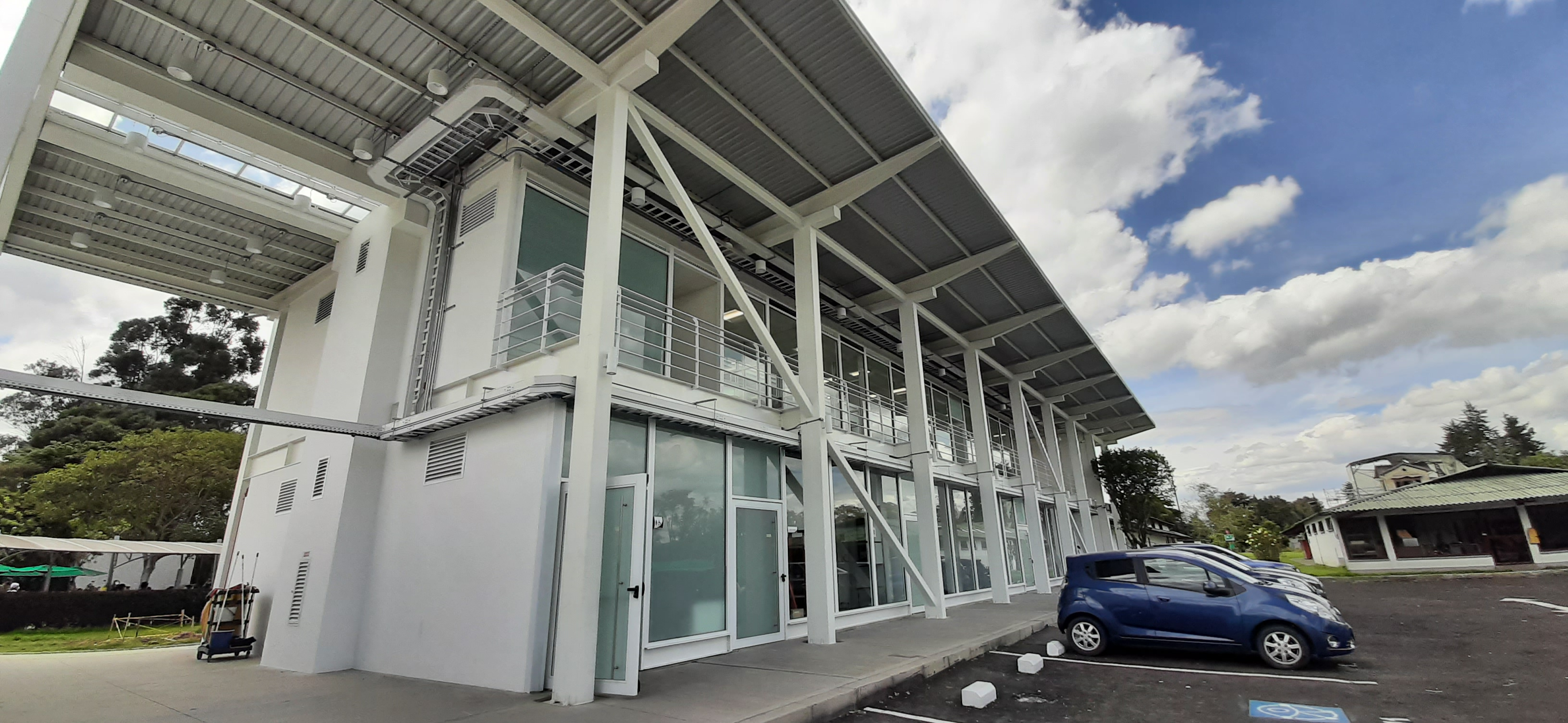
Bloque L1

Su estructura formaba parte de las construcciones que existían en el predio en el momento de su adquisición. Era utilizado como bodega, taller y sitio de garaje para maquinaria agrícola.
Es de una planta en su gran mayoría, con un área de 1.754 m² de construcción. En el edificio funcionan la Coordinación de Servicios Internos, la Maestría de Ingeniería Civil y los laboratorios de: resistencia de estructuras y materiales, eléctrica, saneamiento ambiental, hidráulica, pavimentos y asfaltos, geotecnia y ergonomía. Además están ubicadas varias salas de cómputo, talleres y oficinas de profesores.

### Edificio L2

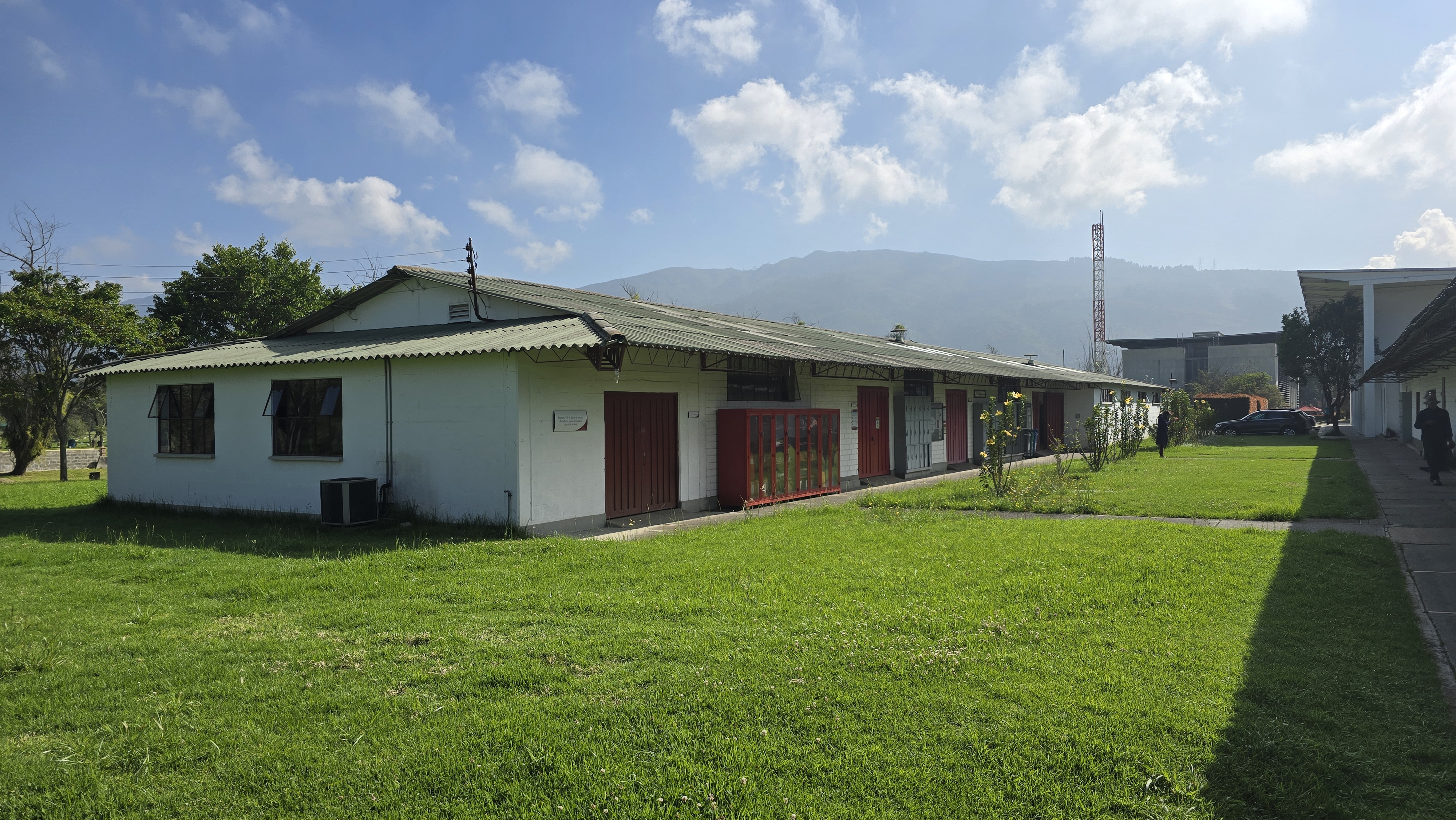
Bloque L2

Tiene una sola planta de 491 m² de construcción que en 2007 se adecuó como laboratorio de Producción de la decanatura de Ingeniería Industrial.

### Coliseo El Otoño

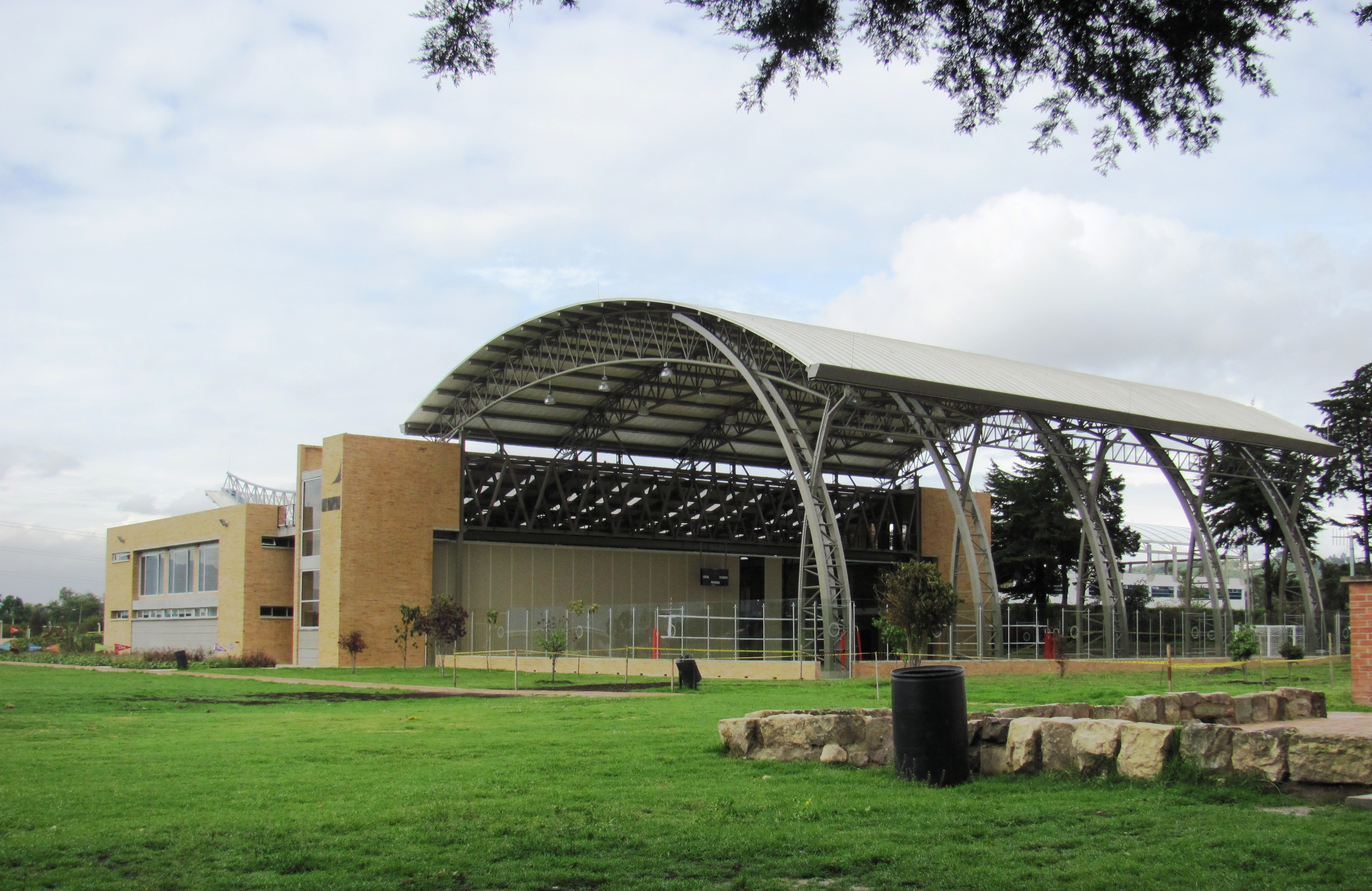
Coliseo El Otoño

El coliseo El Otoño es un espacio deportivo y cultural ubicado en el campus de la Escuela Colombiana de Ingeniería Julio Garavito. Fue inaugurado el 20 de agosto de 2011. Diseñado con proporciones áureas. Está conformado por tres secciones, una zona cubierta y cerrada hacia el sur con canchas de baloncesto, hacia el norte una zona cubierta y abierta con canchas de voleibol y fútbol sala, dos naves laterales con espacios destinados a actividades de soporte, deportivas y culturales. Cuenta además con una viga puente entre las canchas de baloncesto y voleibol convirtiéndose en el soporte principal de la cubierta y sirviendo como galería de los eventos que se realiza allí. En la nave central cuenta con un conjunto de vigas y columnas a la vista, y tiene la estructura de pórticos de hormigón armado en las naves laterales con fachadas en ladrillo a la vista.
Su construcción fue basada en conceptos de sostenibilidad que incluye factores de bioclimática, diseño por sistemas coordinados para su fácil mantenimiento, opción de ahorro energético y de reciclaje.

### Centro de lectura Rincón de Tolkien

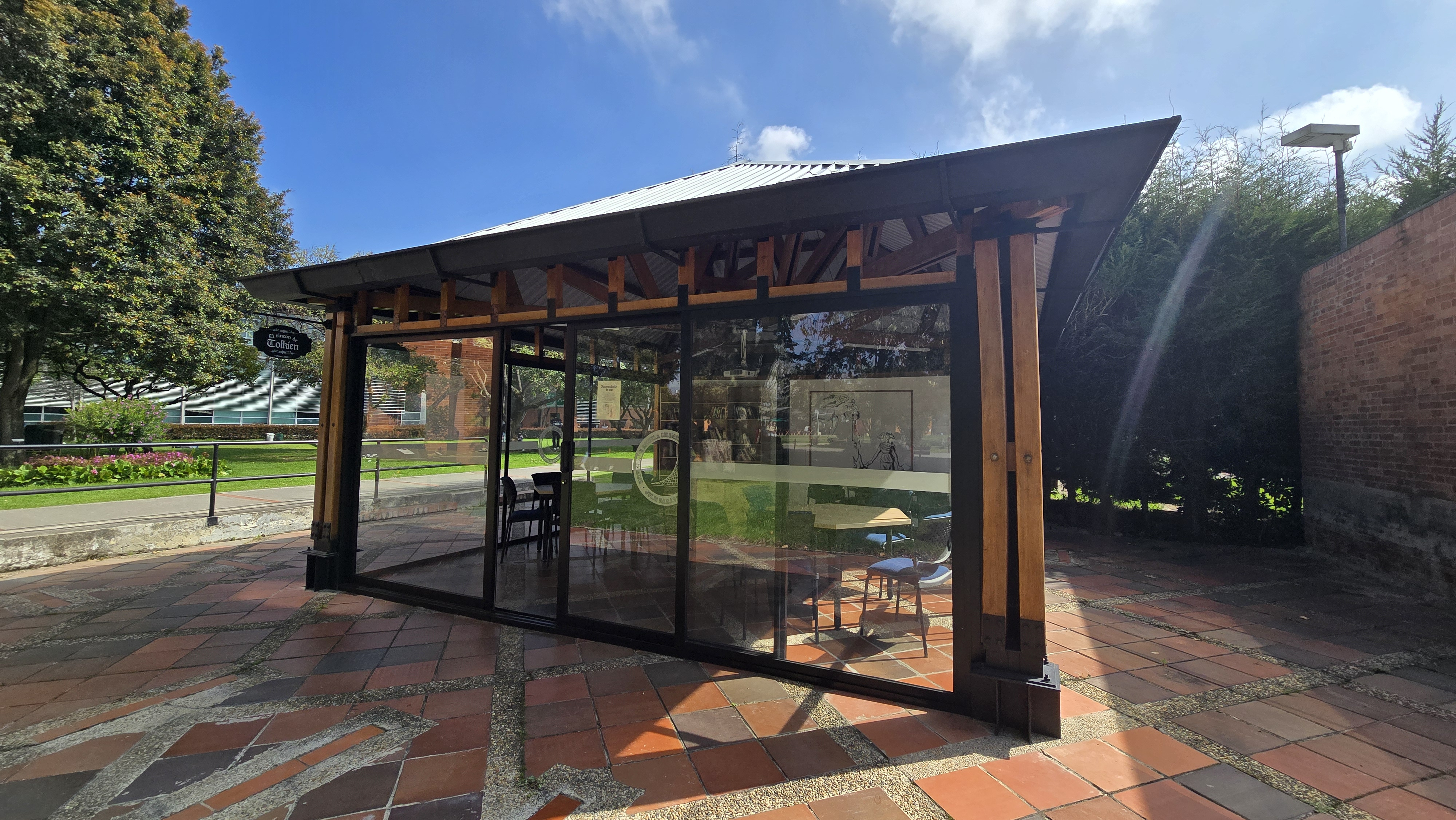
Rincón de Tolkien

En octubre de 2023, se hizo la apertura de un centro de lectura y reflexión con el nombre «Rincón de Tolkien». Este espacio fue diseñado para que la comunidad académica se reúna para explorar las literatura.

### Hacienda El Otoño

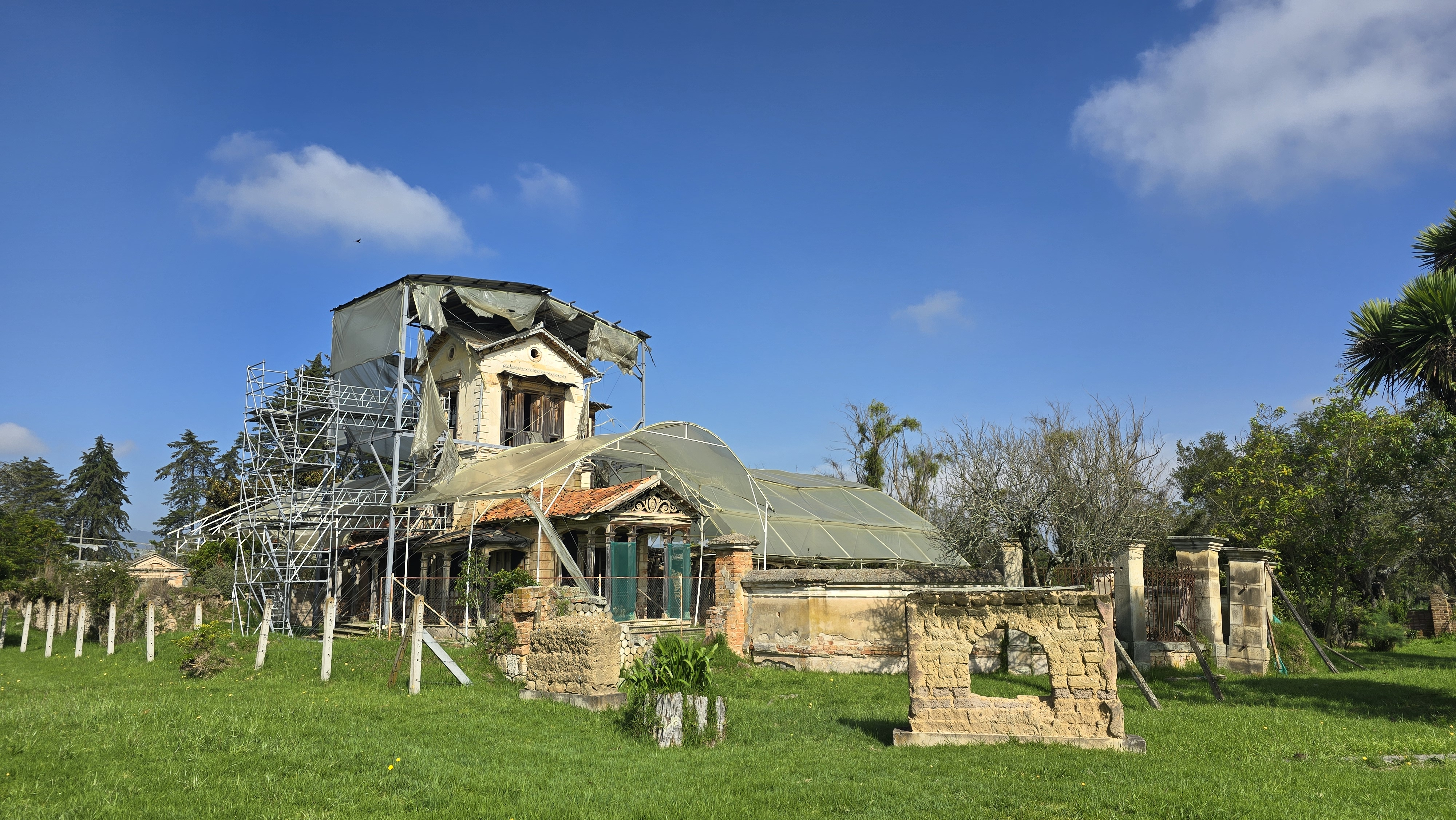
Hacienda El Otoño

La casona de la antigua Hacienda El Otoño forma parte del campus. Fue declarada Monumento Arquitectónico Nacional mediante el Decreto No.1909 de 1995 del Ministerio de Educación Nacional. Es una edificación de 474 m² y tres plantas que se encuentra en proceso de restauración. Se espera que sea utilizada como el "Centro Fundadores, Bienestar y Pensamiento Julio Garavito".

### Exteriores
En el campus existen también varias edificaciones de una planta, con un área total de 1.263 m² de construcción en las que funcionan la cafetería principal, los kioscos de comidas y el de servicios, las subestaciones eléctricas, cuartos de bombas, casetas de vigilancia, talleres y depósitos. También funcionan allí el gimnasio, un taller de arte y la oficina de Coordinación de Deportes.
La Escuela ha suscrito convenios con diferentes empresas públicas y privadas para que dentro de su campus se instalen equipos especiales de monitoreo, entre los cuales se cuenta, una caseta con un sismógrafo del DEPAE, una estación de monitoreo de la calidad del aire del DAMA, un pluviómetro con la EAAB y una caseta de ASASAC como observatorio astronómico.

## Edificios proyectados
Se planea construir un edificio de biblioteca de 5 plantas, que espera contar con certificación LEED de tal manera que contribuya a la protección del medio ambiente con el uso de materiales no contaminantes, el reciclaje de agua lluvia y la maximización de la calidad ambiental.

## Logotipo de la Escuela

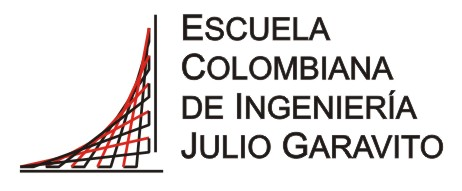
Logo, Escuela Colombiana de Ingeniería.

Entre de las labores realizadas para la consecución de la licencia de funcionamiento de la Escuela, se encomendó al ingeniero Alejandro Sandino Pardo idear el logotipo. En el acta del 9 de enero de 1973 se lee: "Logotipo: se destacó su característica de impulso ascendente...". Desde ese entonces hasta nuestros días, el "Iogo" de la Escuela ha sufrido porque se lo ha distorsionado de muchas y muy variadas formas, probablemente porque no existía un documento oficial en el que se especifiquen sus características y proporciones. Esto me ha impulsado a escribir estas Iíneas, que pretenden recuperar la idea original de su creador.
En ellas trataré de indicar la forma correcta de disponer el conjunto de trazos rojos y negros para conformar la hipocicloide astroide que quiso el autor. Para más detalles sobre la curva, remitase al texto "Problemas resueltos de cálculo integral", del ilustre profesor Casabianca, problema 2-26.

## Programas académicos
Después de Ingeniería civil, se iniciaron los programas de Ingeniería Eléctrica e Ingeniería de Sistemas, y una vez que la Escuela Colombiana de Ingeniería se destacó entre las otras instituciones de educación superior de Colombia, inició con los programas de pregrado en Ingeniería Industrial, Ingeniería Electrónica, Economía, Administración de Empresas y Matemáticas. En el segundo semestre de 2009 se inició el programa de Ingeniería Mecánica. El programa de Ingeniería Biomédica se inició en el segundo semestre de 2011, en convenio con la Universidad del Rosario, y el programa es Ingeniería Ambiental que inició en el año 2017. También se ofrecen diferentes especializaciones y maestrías.

### Carreras profesionales
- Ingeniería Civil
- Ingeniería Eléctrica
- Ingeniería de Sistemas
- Ingeniería Industrial
- Ingeniería Electrónica
- Ingeniería Mecánica
- Ingeniería Biomédica
- Ingeniería Ambiental
- Ingeniería Estadística
- Ingeniería de Inteligencia Artificial
- Ingeniería en Biotecnología
- Ingeniería de Ciberseguridad
- Economía
- Administración de empresas
- Matemáticas

### Especializaciones
- Construcción
- Desarrollo y gerencia integral de proyectos
- Diseño, construcción y conservación de vías
- Economía circular
- Economía para ingenieros
- Estrategia, gestión y gobierno de datos
- Estructuras
- Gerencia de marketing digital
- Gerencia de producción industrial
- Gerencia estratégica e ingeniería de negocios
- Gerencia integral del mantenimiento y confiabilidad
- Gestión integrada QHSE
- Ingeniería de fundaciones
- Logística y cadena de abastecimiento
- Recursos hidráulicos y medio ambiente
- Saneamiento ambiental
- Tecnologías y operaciones para la competitividad empresarial

### Maestrías
- Maestría en Ingeniería Biomédica
- Maestría en Ingeniería Civil
- Maestría en Ingeniería Eléctrica
- Maestría en Ingeniería Electrónica
- Maestría en Ingeniería Industrial
- Maestría en Ingeniería Mecánica
- Maestría en Ciencias Actuariales
- Maestría en Ciencia de Datos
- Maestría en Desarrollo y Gerencia Integral de Proyectos
- Maestría en Gestión de Información
- Maestría en Informática

### Doctorado en Ingeniería
- Doctorado en Ingeniería

### Diplomados
- Gestión y comercialización de franquicias
- Regulación económica aplicada al sector de generación
- AutoCAD 2009
- Gerencia de proyectos
- Sistemas de iluminación con énfasis en Retilap
- Seguridad vial, prevención en investigación de accidentes de tránsito
- Construcción sostenible sistema LEED
- Gestión de nuevas tecnologías móviles e internet
- Herramientas computacionales para la enseñanza de las matemáticas

### Programas acreditados
La Escuela en el 2005 recibió la acreditación de alta calidad otorgada por el Ministerio de Educación Nacional al programa de Ingeniería civil por siete (7) años. Un año después ya tenía acreditada por cuatro (4) años los programas de Ingeniería Eléctrica, Electrónica y de Sistemas.
Posteriormente en el mes de julio de 2007 le fue otorgado al programa de ingeniería industrial la acreditación de alta calidad por 4 años, con lo cual quedó completo el proceso de acreditación para los programas de ingeniera ofrecidos en la Escuela en ese momento.
El programa de Ingeniería Civil de la Escuela Colombiana de Ingeniería Julio Garavito fue acreditado internacionalmente. El 7 de octubre de 2011 la Red Iberoamericana para la Acreditación de la Calidad de la Educación Superior (Riaces) otorgó la acreditación internacional, por un periodo de 8 años. De esta manera, la Escuela Colombiana de Ingeniería entró a formar parte del grupo de universidades colombianas con programas acreditados internacionalmente y, siendo consecuente con su Proyecto Educativo Institucional (PEI), espera que sus otros programas comiencen procesos de acreditación internacional con diferentes agencias mundiales.
En febrero del año 2015 el Ministerio de Educación reconoció a la Escuela Colombiana de Ingeniería Julio Garavito y le otorgó la acreditación de alta calidad, siendo una de las instituciones que cuenta con el mayor porcentaje de programas acreditados en el país. Este reconocimiento le permite a la Escuela gozar de mayor autonomía para crear pregrados y posgrados.

## Editorial
La Editorial de la Escuela fue creada en 1994. A lo largo de su existencia, se ha consolidado en la producción y comercialización de libros técnicos. En los últimos años ha ampliado su campo de acción, centrado inicialmente en la ingeniería, al incursionar en las áreas de economía, administración, sociología y humanidades.
La misión de la Editorial Escuela Colombiana de Ingeniería Julio Garavito es publicar excelentes obras de carácter científico, técnico o cultural, como aporte al desarrollo de la sociedad y la cultura latinoamericana.

### Servicios editoriales
Prestar los servicios editoriales y gráficos a terceros así como al cuerpo docente, al personal administrativo y a cualquier miembro de la comunidad académica, con el fin de realizar cualquier tipo de trabajo requerido en desarrollo de sus actividades laborales y profesionales:
- Edición
- Digitación
- Digitalización de imágenes
- Diseño de piezas gráficas
- Artefinalización electrónica
- Elaboración de gráficos y figuras
- Diagramación de todo tipo de trabajos escritos
- Correcciones de pruebas y de estilo
- Diseño de presentaciones
- Impresión

Para ello se cuenta con profesionales con una vasta experiencia en cada una de las áreas (editores, diseñadores, digitadores, diagramadores, correctores). Igualmente con la tecnología necesaria: hardware y software especializados, impresoras especiales, quemadores de CD, Internet, etc.

### Catálogo editorial
En este catálogo se encuentran la variedad de libros de la Editorial de la Escuela Colombiana de Ingeniería, aparte de estos libros, la editorial también se encarga de la publicación de la Revista Escuela Colombiana de Ingeniería y de la Revista EOS.

#### Ingeniería Civil
- Análisis de Estructuras, Jairo Uribe Escamilla;
- Calidad del Agua, Jairo Alberto Romero Rojas.
- Diseño Geométrico de Vías, Pedro Antonio Chocontá Rojas.
- Diseños Hidráulicos, Sanitarios y de Gas en Edificaciones, Héctor Alfonso Rodríguez Díaz.
- Diseño Racional de Pavimentos, Fredy Alberto Reyes Lizcano.
- Diseño y Operación de Rellenos Sanitarios, Héctor Collazos Peñaloza.
- Elementos de Diseño para Acueductos y Alcantarillados, Ricardo Alfredo López Cualla.
- Estructuras de Acero Diseño con Factores de Carga y de Resistencia, Gabriel Valencia Clement.
- Hidráulica Experimental, Héctor Alfonso Rodríguez Díaz.
- Hidrología en la Ingeniería, Germán Monsalve Sáenz.
- Ingeniería de Fundaciones 'Fundamentos e Introducción al Análisis Geotécnico', Manuel Delgado Vargas.
- Lagunas de Estabilización de Aguas Residuales, Jairo Alberto Romero Rojas.
- Purificación del Agua, Jairo Alberto Romero Rojas.
- Topografía, Álvaro Torres Nieto, Eduardo Villate Bonilla.
- Tratamiento de Aguas Residuales 'Teoría y Principios de Diseño', Jairo Alberto Romero Rojas.
- Construcción y Conservación de Vías, Pablo Manuel Morales Camacho.

#### Ciencias de la ingeniería
- Fundamentos del Análisis de Falla, Gustavo Tovar Sánchez.
- Mecánica para Ingenieros Estática, Diego López Arango.
- Termodinámica, Diego López Arango.

#### Matemáticas
- Álgebra Lineal, Gloria Inés Bernal Calderón.
- Ecuaciones Diferenciales Ordinarias, Carlota López, Carlos Abel Álvarez y Néstor Raúl Pachón.
- Estadística para Investigadores, Francisco José P. Zimmermann.
- Problemas Resueltos de Cálculo Diferencial, Manuel Casabianca Pizano.
- Problemas Resueltos de Cálculo Integral con Aplicación en la Ingeniería, Manuel Casabianca Pizano.

#### Telecomunicaciones
- Telecomunicaciones y Telemática de las Señales de Humo a las Redes de Información y a las Actividades por Internet, Álvaro Torres Nieto y Rubén Darío Sánchez.

#### Desarrollo empresarial
- Administración de Salarios e Incentivos Teoría y Práctica, Miguel Amaya Galeano.
- Estructura del Entorno Empresarial Colombiano, Luis Eduardo Illera Dulce.
- Evaluación Financiera para Decisiones Gerenciales, Daniel Remolina Gómez.
- Productividad Factor Estratégico de Competitividad a Nivel Global, Luis Ernesto Blanco Rivero.
- Simulación con Promodel Casos de Producción y Logística, Luis Ernesto Blanco Rivero, Iván Darío Fajardo Piedrahíta.

#### Economía
- Cómo Construir Una Nueva Organización Económica, Eduardo Sarmiento Palacio.
- El Modelo Propio Teorías Económicas e Instrumentos, Eduardo Sarmiento Palacio.
- El Nuevo Paradigma De la Estabilidad, El Crecimiento y La Distribución del Ingreso, Eduardo Sarmiento Palacio.
- La Crisis de la Infraestructura Vial, Varios Autores.

#### Expresión gráfica
- AUTOCAD Avanzado 2005-2006, Fabio Romero Monje.
- AUTOCAD 2000-2000i-2002-2004 2D-3D, Fabio Romero Monje.
- Dibujo de Ingeniería, Fundamentos, Fabio Romero Monje.
- Geometría Descriptiva, Conceptual, Pedro José Gracia Rubio.
- Manual de Ejercicios, AUTOCAD 2007, Fabio Romero Monje.

#### Ciencia sociales
- Violencia y Religiosidad, Ambrogio Adamoli.
- ¡Dígalo Bien!, Cristina Salazar Perdomo.

#### Memorias
- La Franquicia, Un Modelo de Negocio Estratégico, Varios Autores.
- Matemática Educativa: Fundamentos de la Matemática, Universitaria I, Varios Autores.
- Matemática Educativa: Fundamentos de la Matemática, Universitaria II, Varios Autores.
- Repensando la Educación, Varios Autores.

#### Informática
- Diseño Efectivo de Programas Correctos, Jaime Alejandro Bohórquez Villamizar.

#### Electrónica
- Introducción a la Electrónica de las Radiofrecuencias, Antonio Josué Garzón Gaitán.
- Sistemas de comunicaciones digitales, Hernán Paz Penagos.

#### Artes y letras
- Secreta Eucaristía, María Teresa Caro.
- Del silencio y otras voces, Manuel Escolano Amorós.
- Caras y Recuerdos, José Camilo Vásquez.
- ¡Dígalo Bien!, Cristina Salazar Perdomo.